# Helene Radó-Jansen
Helene Radó-Jansen (* 18. Juni 1901 in Frankfurt am Main; † 1. September 1958 in Budapest) war eine deutsch-ungarische Journalistin, Literaturübersetzerin und Kommunistin in der KPD. Ihr Pseudonym war Maria Arnold.

## Leben
Augusta Elise Helene Radó-Jansen, genannt Lene, war die Tochter des Schuhmachers Carl Jansen, ihre Mutter, Maria, geb. Katsche, war Arbeiterin. Sie wuchs mit zwei Schwestern auf. Nach ihren Angaben war der Vater „seit seiner frühen Jugend in der Sozialdemokratischen Partei Deutschlands organisiert und ein Freund von Franz Mehring“. Nachdem er die Familie verlassen hatte, zog die Mutter mit den Töchtern nach Neukölln. Nach dem Besuch einer achtklassigen Berliner Gemeindeschule begann Lene Jansen eine Lehre als Verkäuferin. Abends besuchte sie Arbeiterfortbildungskurse und war u. a. Schülerin bei Hermann Duncker.
1916 wurde sie, wie ihre ältere Schwester zuvor, Mitglied im Spartakusbund und nach Gründung der KPD 1918 trat sie in die Partei ein. Sie war vorübergehend Sekretärin bei dem damaligen sozialistischen Justizminister Kurt Rosenfeld. Die Leitung der KPD schickte sie 1921 zur Unterstützung des konspirativen Balkanbüros der Kommunistischen Internationale nach Wien. Dort lernte sie Sándor Radó kennen.
Sie heiratete ihn 1923 und bekam dadurch die ungarische Staatsbürgerschaft. Sándor Radó war ein ungarischer Geograph und Kartograph, der später als Leiter der antifaschistischen Kundschaftergruppe die Rote Drei innerhalb der Roten Kapelle weltweit bekannt wurde.  Von 1924 bis 1926 war sie Moskauer Korrespondentin für Die Welt am Abend in Berlin, danach Mitarbeiterin der AgitProp-Abteilung des Zentralkomitees der KPD. Sie wurde mehrmals verhaftet. Sie arbeitete konspirativ (unter dem Pseudonym Mary) an der Seite ihres Mannes für den GRU, dem Militärnachrichtendienst der Roten Armee. Mit Radó emigrierte sie 1933 zunächst nach Frankreich. Unter dem Pseudonym Maria Arnold schrieb sie für kommunistische Exilorgane. Ihre Literaturrezensionen, Berichte und Prosaarbeiten erschienen unter anderen in Das Wort, der Pariser Tageszeitung, der Zeitschrift Internationale Literatur und in Die neue Weltbühne. Das Ehepaar übersiedelte mit den beiden Söhnen 1936 nach Genf. Nachdem Mitarbeiter der Agentengruppe um Radó von der Schweizer Bundespolizei verhaftet worden waren, lebten sie ab September 1943 illegal in einem Versteck in Genf. Im September 1944 floh Radó mit der Familie nach Paris.
Nach dem „Verschwinden“ ihres Mannes 1945 blieb sie mit den Kindern in Paris. Sie wurde selbst als „verdächtiges Element“ überwacht. Sie pflegte einen Briefwechsel zu zahlreichen Emigranten, der vor allem vom britischen Geheimdienst misstrauisch beobachtet wurde. So korrespondierte sie mit dem Plakatkünstler John Heartfield und dessen Partnerin Gertrud Fietz nach London. In den britischen National Archives ist zu ihr ein von britischen und US-amerikanischen Nachrichtendiensten gesammeltes Dossier veröffentlicht. In dieser Zeit arbeitete sie für die amerikanische Hilfsorganisation Unitarian Service Committee, bei der sie Noel Field kennenlernte. 1947 gründete sie mit mehreren Kollegen die erste französische Gewerkschaft der Übersetzer, die Sociéte des Traducteurs.  In der Schweiz wurde sie in Abwesenheit zu einem Jahr Gefängnis wegen Militärspionage verurteilt.
Mit Hilfe von KPD-Emigranten fand sie 1948 unter ihrem Pseudonym Maria Arnold kurzzeitig eine Anstellung als Übersetzerin beim Weltgewerkschaftsbund (WGB). Danach arbeitet sie als Übersetzerin für DDR-Verlage. Bernd-Rainer Barth merkte an, dass ihr und ihren Söhnen die ungarische Staatsangehörigkeit entzogen wurde, nachdem sie sich bei der ungarischen KP nach dem ungeklärten Schicksal ihres Mannes erkundigt hatte. In Folge von Denunziationen wurde sie aus dem WGB entlassen und alle Parteiverbindungen mit ihr wurden abgebrochen. 1950 musste sie sich einer Krebsoperation unterziehen. Ab 1952 arbeitete sie für den Verlag Steinberg in Zürich als Lektorin und Übersetzerin.
Ab 1955 lebte sie wieder in Budapest, nachdem ihr Mann aus sowjetischer Gefangenschaft zurückgekehrt war. Sie starb mit 57 Jahren an den Folgen einer Krebserkrankung.

## Veröffentlichungen

### Artikel als Maria Arnold (Auswahl)
- „Spanien, Spanien!“,  Internationale Literatur, Bd. 7, Nr. 9, 1937 S. 125
- Am Grabe einer kleinen Schneiderin und berühmten Schriftstellerin, Internationale Literatur, Bd. 8, Nr. 9, 1938, S. 121
- Upton Sinclair über Ford, Internationale Literatur, Bd. 8, Nr. 12, 1938, S. 138
- Kämpfendes Spanien. „Nó Pasaran!“ von Ilja Ehrenburg. - „Drei Freiwillige“ von Upton Sinclair, Pariser Tageszeitung, Bd. 2, 17. September 1937, Nr. 461, S. 6,
- Seydewitz über Leninismus und Trotzkismus, Pariser Tageszeitung, Bd. 3, 26. Februar 1938, Nr. 620, S. 4
- „Ich komme aus Barbastro!“, Pariser Tageszeitung, Bd. 3, 25. April 1938, Nr. 669, S. 4
- Reportage einer Amerika-Reise, Pariser Tageszeitung Bd. 3, 5. März 1938, Nr. 626, S. 4
- Traum und Wirklichkeit. Das Buch des Nordpolfliegers Michael Wodopjanow, Pariser Tageszeitung Bd. 3, 7. Mai 1938, Nr. 679, S. 4
- Aufzeichnungen eines jungen Deutschen, Pariser Tageszeitung, Bd. 3, 8. August 1938, Nr. 757, S. 4
- P. Meinhardt: Die Schmuggler von Plivio, Pariser Tageszeitung, Bd. 3, 27. August 1938, Nr. 774, S. 4
- Das Leben von Marguerite Don Quichotte, Bd. 3, 31. Oktober 1938, Nr. 829, S. 4
- „Ich erlebte fünfzig Jahre Weltgeschichte“. Erinnerungen einer österreichischen Patriotin, Pariser Tageszeitung, Bd. 4, 15. April 1939, Nr. 971, S. 4
- Neue Gedichte von Hedda Zinner,  Pariser Tageszeitung, Bd. 4, 5. August 1939, Nr. 1066, S. 4

### Übersetzungen aus dem Französischen
- Marguerite Audoux: L’Atelier de Marie-Claire / Das Atelier der Marie-Claire. Roman, Rascher Verlag, Zürich/Leipzig 1938
  - Aufbau-Taschenbuchverlag, Berlin 1992, ISBN 978-3-7466-0064-2
- Robert de Traz: La famille Bronte͏̈ / Die Familie Bronte͏̈, Rascher Verlag, Zürich/Leipzig 1941
- Louis Pauwels: Saint Quelqu'un / Sankt Irgendwer, Steinberg Verlag, Zürich 1947
- Vladimir Pozner: Les Gens du pays / Der Fall Huber. Roman, Dietz Verlag, Berlin 1948
  - Les Etats-désunis / Die unvereinigten Staaten. Dietz Verlag, Berlin 1949
  - Le Mors aux dents / Der weisse Baron. Roman, Verlag Volk und Welt, Berlin 1958
- Jean Laffitte:  Ceux qui vivent / Die Lebenden. Roman, Dietz Verlag, Berlin (Ost) 1950